# ヘンリエッタ・レイ
ヘンリエッタ・エマ・ラットクリフ・レイ（Henrietta Emma Ratcliffe Rae、1859年12月30日 - 1928年1月26日）は、古典的、寓意的、文学的な主題を専門とするヴィクトリア朝イギリスの著名な画家。彼女の最も有名な作品は、ユスキュダルのフローレンス・ナイチンゲールを描いた『ランプの貴婦人』である。

## 略歴
ロンドンで役人の娘に生まれた。ロンドンのトマス・ヘザリーの美術学校（Heatherley School of Fine Art）で学んだ。王立美術院に少なくとも5回以上申請して、7年間の奨学金を得たと伝えられている。フランク・ディックシー（Frank Dicksee）やウィリアム・フリス、ローレンス・アルマ＝タデマのもとで学んだ。1881年から、アカデミーの展覧会に出展を始めた。
1884年に王立美術院で学んでいた画家のアーネスト・ノーマンド(Ernest Normand)と結婚したが、レイの姓のまま画家の活動を続けた。1890年に夫婦でパリに留学し、アカデミー・ジュリアンでジュール・ジョゼフ・ルフェーブルやバンジャマン＝コンスタンに学んだ。
1893年に夫婦でロンドンにスタジオを開き、このスタジオにはフレデリック・レイトン、ジョン・エヴァレット・ミレー、ジョージ・フレデリック・ワッツといった画家が訪れた。

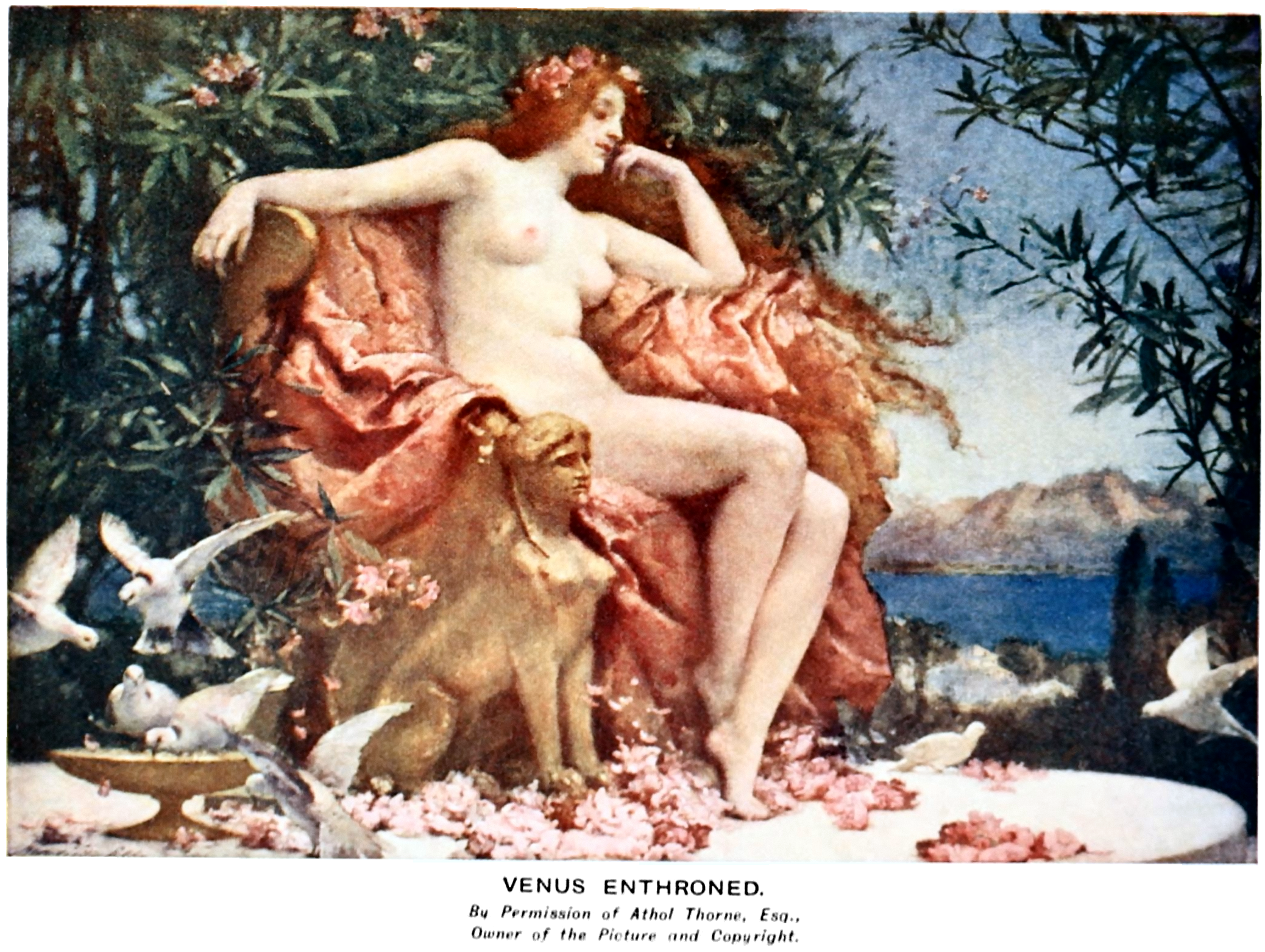
ヴィーナスの座像Venus Enthroned (1902)、レーの原画による版画作品

## 作品

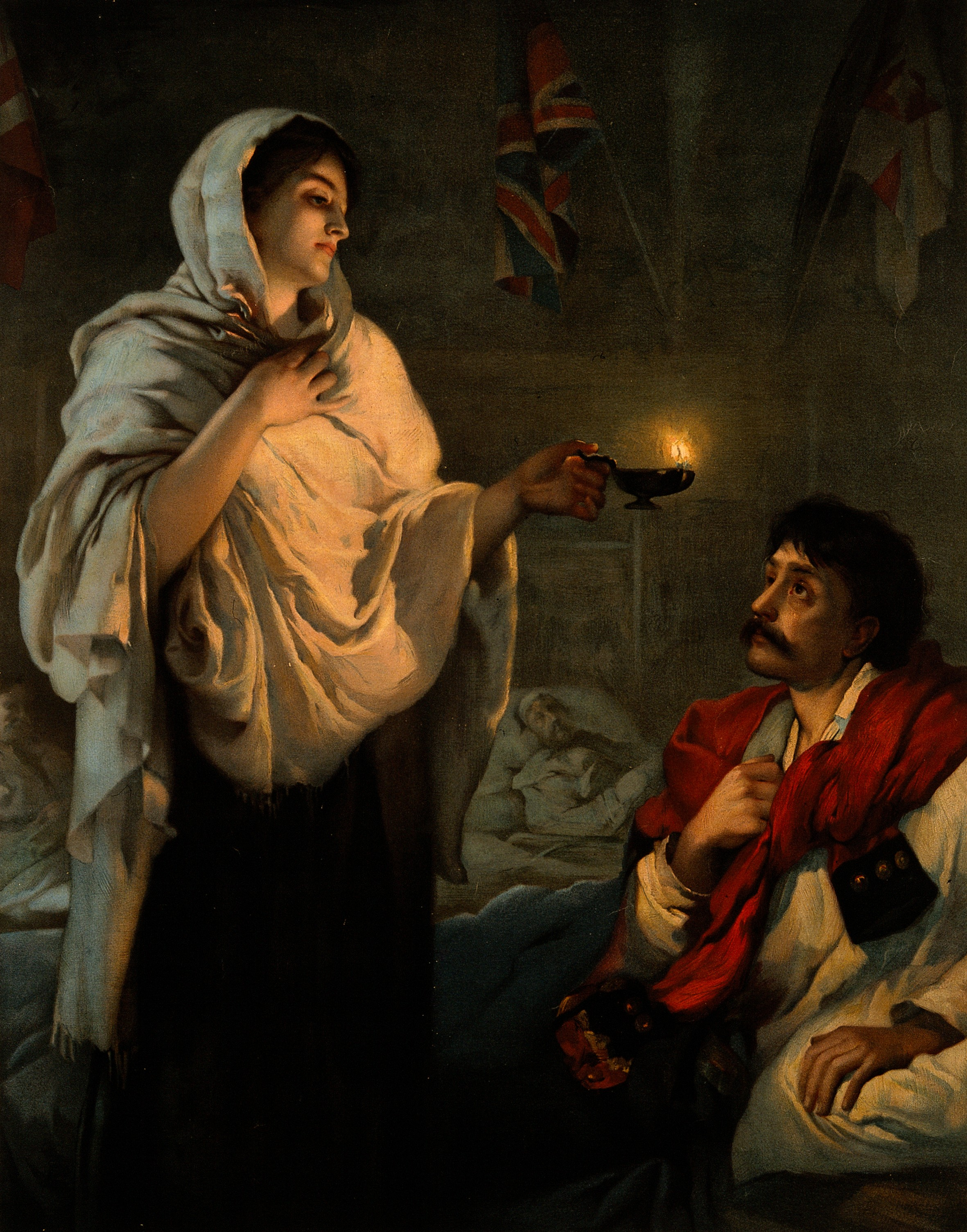
『ランプの貴婦人』
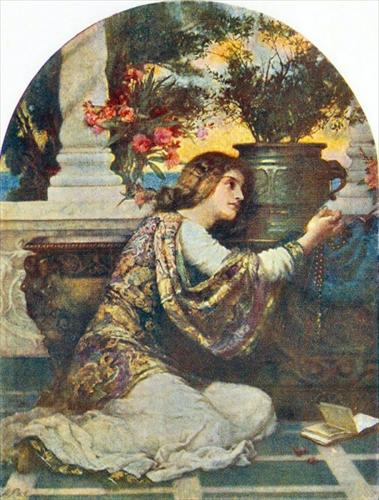
『イザベラ』(1905)
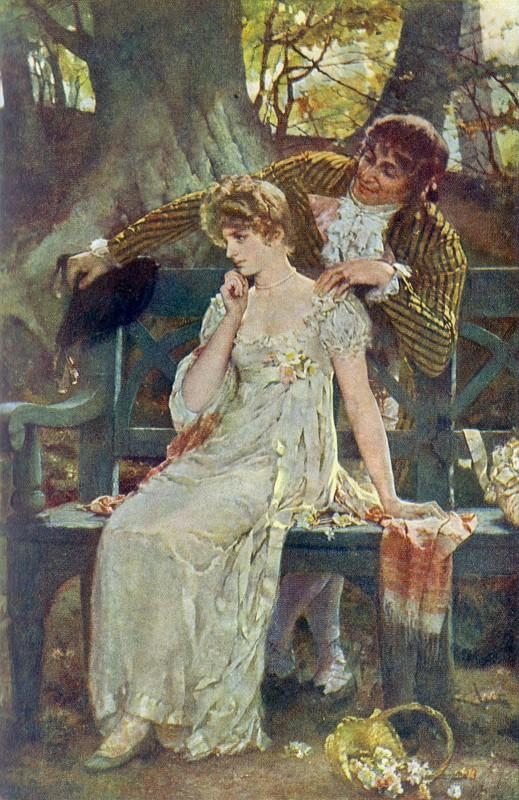
Doubts (1886)
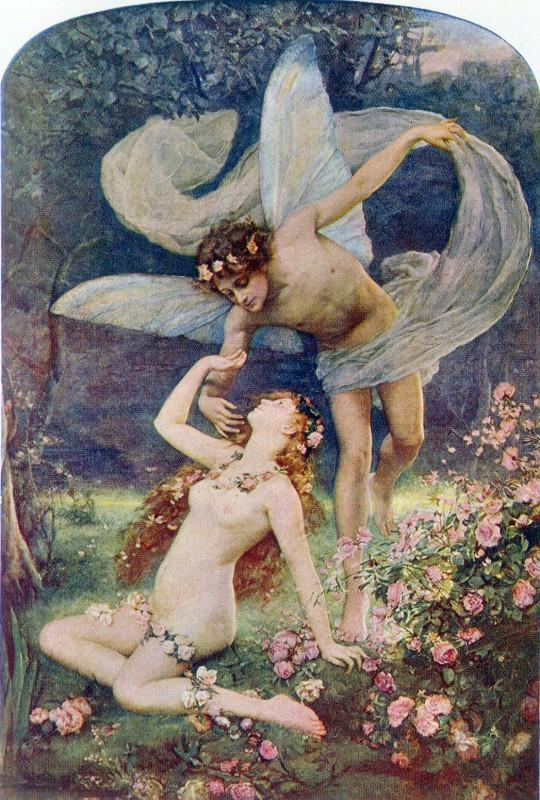
Zephyrus wooing